# FIVB World Tour 1999 der Männer
Die FIVB World Tour 1999 der Männer bestand aus zwölf Open. Gastgeber der Beachvolleyball-Turnierserie waren Argentinien, Mexiko, Kanada, Russland, Deutschland, Norwegen, Italien, Österreich, Portugal, Belgien, Spanien und Brasilien.  Hinzu kam die Weltmeisterschaft in Marseille in Frankreich. Tour Champions und Weltmeister wurden die Brasilianer José Loiola und Emanuel Rego.

## Turniere

### Mar del Plata Open (13. bis 17. Januar)
| Platz | Team                              |
| ----- | --------------------------------- |
| 1     | José Loiola / Emanuel Rego        |
| 2     | Martín Conde / Eduardo Martínez   |
| 3     | Pará Ferreira / Guilherme Marques |
| 4     | Zé Marco de Melo / Ricardo Santos |
| 5     | John Child / Mark Heese           |
| 5     | Carl Henkel / Kevin Wong          |
| 7     | Vegard Høidalen / Jørre Kjemperud |
| 7     | Rob Heidger / Sinjin Smith        |

Das Halbfinale beim ersten Wettkampf des Jahres war komplett in südamerikanischer Hand. Die noch amtierenden Weltmeister sicherten sich Bronze gegen Zé Marco / Ricardo. Silber ging an das beste Duo aus dem Gastgeberland. Gold gewannen die Toursieger der Saison.

Bestes Team aus dem deutschsprachigen Raum waren die Schweizer Martin und Paul Laciga als Neunte. Oliver Oetke und Andreas Scheuerpflug wurden Siebzehnte. Das einzige Beachpaar aus Österreich scheiterte in der Qualifikation.

### Acapulco Open (7. bis 11. April)
| Platz | Team                                |
| ----- | ----------------------------------- |
| 1     | Bill Boullianne / Ian Clark         |
| 2     | Pará Ferreira / Guilherme Marques   |
| 3     | Zé Marco de Melo / Ricardo Santos   |
| 4     | Martin Laciga / Paul Laciga         |
| 5     | Adam Johnson / Karch Kiraly         |
| 5     | Rob Heidger / Sinjin Smith          |
| 7     | José Loiola / Emanuel Rego          |
| 7     | Juan Rodríguez Ibarra / Joel Sotelo |

Boullianne / Clark aus den Vereinigten Staaten konnten sich im Finale gegen die Weltmeister durchsetzen. Zé Marco / Ricardo verwiesen die Schweizer Brüder auf den vierten Platz.
Christoph und Markus Dieckmann belegten als beste Deutsche den geteilten dreizehnten Rang. Österreicher schafften es wie schon im argentinischen Seebad nicht ins Hauptfeld.

### Toronto Open (16. bis 20. Juni)
| Platz | Team                              |
| ----- | --------------------------------- |
| 1     | Zé Marco de Melo / Ricardo Santos |
| 2     | José Loiola / Emanuel Rego        |
| 3     | Rob Heidger / Kevin Wong          |
| 4     | Adam Johnson / Karch Kiraly       |
| 5     | Martin Laciga / Paul Laciga       |
| 5     | Jan Kvalheim / Bjørn Maaseide     |
| 7     | Pará Ferreira / Guilherme Marques |
| 7     | John Child / Mark Heese           |

Beim dritten Event des Jahres gab es das dritte Siegerteam. Zé Marco / Ricardo entschieden das innerbrasilianische Duell gegen Loiola / Emanuel für sich. Im US-amerikanischen Zweikampf behielt das neuformierte Duo Heidger / Wong die Oberhand über Johnson / Kiraly.

Die Lacigas waren als Fünfte zum dritten Mal das beste Beachpaar aus dem deutschsprachigen Raum. Die Dieckmann Zwillinge verbesserten sich auf den geteilten neunten Rang. Auch diesmal waren Österreicher im Hauptwettbewerb nicht vertreten.

### Moskau Open (23. bis 27. Juni)
| Platz | Team                              |
| ----- | --------------------------------- |
| 1     | João Brenha / Miguel Maia         |
| 2     | Zé Marco de Melo / Ricardo Santos |
| 3     | José Loiola / Emanuel Rego        |
| 4     | Martín Conde / Eduardo Martínez   |
| 5     | Pará Ferreira / Guilherme Marques |
| 5     | Martin Laciga / Paul Laciga       |
| 7     | Carl Henkel / Sinjin Smith        |
| 7     | Vegard Høidalen / Jørre Kjemperud |

In der russischen Hauptstadt standen zum ersten Mal in dieser Spielzeit João Brenha / Miguel Maia in den Top Acht und das gleich auf der obersten Stufe des Podests. Für die Sieger von Ontario blieb da nur der zweite Platz. Die anderen Finalisten der kanadischen Open mussten sich mit Bronze zufriedengeben. Die Argentinier blieben als Vierte ohne Medaille.

Wieder Fünfte wurden die besten Schweizer. Jörg Ahmann und Axel Hager sicherten sich als Neunte zum ersten Mal in diesem Jahr die Pole-Position bei den deutschen Beachpaaren. Österreicher fehlten im Starterfeld.

### Berlin Open (30. Juni bis 4. Juli)
| Platz | Team                              |
| ----- | --------------------------------- |
| 1     | Zé Marco de Melo / Ricardo Santos |
| 2     | Martin Laciga / Paul Laciga       |
| 3     | Javier Bosma / Fabio Díez         |
| 4     | John Child / Mark Heese           |
| 5     | Giovane Gávio / Tande Ramos       |
| 5     | Rob Heidger / Kevin Wong          |
| 7     | Martín Conde / Eduardo Martínez   |
| 7     | Jody Holden / Conrad Leinemann    |

Zé Marco und Ricardo waren die Ersten, die in dieser Saison zum zweiten Mal ganz oben auf dem Treppchen standen. Ihre Endspielgegner Paul und Martin Laciga sicherten sich ebenso wie die Dritten Bosma / Diez ihre erste Medaille im Jahr 1999. Die verpassten Child / Heese als Vierte nur knapp.

Wie in Russland belegten Ahmann / Hager auch in der deutschen Hauptstadt den geteilten neunten Rang. Für die einzigen Österreicher war auch dieses Mal die Vorausscheidung die Endstation.

### Stavanger Open (7. bis 11. Juli)
| Platz | Team                              |
| ----- | --------------------------------- |
| 1     | José Loiola / Emanuel Rego        |
| 2     | Pará Ferreira / Guilherme Marques |
| 3     | Zé Marco de Melo / Ricardo Santos |
| 4     | Martin Laciga / Paul Laciga       |
| 5     | John Child / Mark Heese           |
| 5     | Julien Prosser / Lee Zahner       |
| 7     | Martín Conde / Eduardo Martínez   |
| 7     | Giovane Gávio / Tande Ramos       |

Nach Ricardo und Zé Marco, die diesmal mit Bronze vorlieb nehmen mussten, sicherten sich auch Loiola und Emanuel in Norwegen ihren zweiten Titel. Die noch amtierenden Weltmeister Pará / Guilherme standen zum zweiten Mal im Endspiel und zum dritten Mal auf dem Podium. Das Schweizer Brüderpaar bestätigte seine gute Form und gehörte bis auf die erste Veranstaltung der Spielzeit jedes Mal zu den Top Sechs und erreichte zum dritten Mal die Vorschlussrunde.

Wie schon zweimal zuvor, waren auch diesmal Christoph und Markus Dieckmann bestes deutsches Team. Die beiden belegten den geteilten neunten Platz. Nichts Neues gab es aus der südlichen Nachbarrepublik Deutschlands zu berichten.

### Lignano Open (14. bis 18. Juli)
| Platz | Team                              |
| ----- | --------------------------------- |
| 1     | José Loiola / Emanuel Rego        |
| 2     | Pará Ferreira / Guilherme Marques |
| 3     | Martín Conde / Eduardo Martínez   |
| 4     | Rob Heidger / Kevin Wong          |
| 5     | Zé Marco de Melo / Ricardo Santos |
| 5     | Javier Bosma / Fabio Díez         |
| 7     | John Child / Mark Heese           |
| 7     | Mariano Baracetti / José Salema   |

Nur eine Woche nach dem Event in Nordeuropa gab es auch im südlichen Teil des Kontinents das gleiche Finale mit denselben Siegern. Im Spiel um den dritten Platz behaupteten sich die Süd- gegen die Nordamerikaner.

Obwohl sie nur Dreizehnte wurden, waren Ahmann / Hager das beste Beachpaar aus dem deutschsprachigen Raum. Die Lacigas Martin und Paul erreichten diesmal nur den geteilten siebzehnten Platz. Die drei Duos aus der anderen Alpenrepublik scheiterten allesamt in den Vorkämpfen.

### Weltmeisterschaft in Marseille (20. bis 25. Juli)
siehe auch Hauptartikel Beachvolleyball-Weltmeisterschaft 1999
| Platz | Team                              |
| ----- | --------------------------------- |
| 1     | José Loiola / Emanuel Rego        |
| 2     | Martin Laciga / Paul Laciga       |
| 3     | Pará Ferreira / Guilherme Marques |
| 4     | Javier Bosma / Fabio Díez         |
| 5     | Adam Johnson / Karch Kiraly       |
| 5     | Julien Prosser / Lee Zahner       |
| 7     | Robert Heidger / Kevin Wong       |
| 7     | Carl Henkel / Sinjin Smith        |

| Platz | Team                                      |
| ----- | ----------------------------------------- |
| 9     | John Child / Mark Heese                   |
| 9     | Dain Blanton / Eric Fonoimoana            |
| 9     | Mariano Baracetti / José Salema           |
| 9     | Maurizio Pimponi / Andrea Raffaelli       |
| 13    | Jean-Philippe Jodard / Christian Penigaud |
| 13    | João Brenha / Miguel Maia                 |
| 13    | Jörg Ahmann / Axel Hager                  |
| 13    | Stéphane Canet / Mathieu Hamel            |

Die zweite offizielle Weltmeisterschaft in der französischen Hafenstadt endete mit dem Triumph zweier Enttäuschter der Veranstaltungen in Atlanta und Los Angeles. José Loiola durfte an den Olympischen Spielen nicht teilnehmen, weil er 1995 und 1996 sein Geld nicht bei der World Tour verdiente, stattdessen erfolgreich bei der amerikanischen Beachserie schmetterte und baggerte. Emanuel Rego wurde in der Hauptstadt Georgias nur Neunter. Beide scheiterten mit ihren jeweiligen Partnern bei der ersten WM im Viertelfinale. In Marseille sicherten sie sich den Einzug ins Endspiel durch Siege über die Italiener Pimponi/Raffaelli, die Australier Prosser/Zahner, die Argentinier Salema/Baracetti und nach der Niederlage gegen die amtierenden Weltmeister durch den Gewinn des Halbfinals gegen die Spanier Bosma/Díez, die anschließend auch die Bronzemedaille gegen Pará/Guilherme verspielten. Die Lacigas, die drei Jahre zuvor beschlossen hatten, bei ihren Auftritten kein Wort mehr miteinander zu reden und dies auch konsequent durchhielten, da die Gefahr bestand, dass die aufgeheizte Stimmung zwischen den Brüdern zu körperlichen Attacken führte, bezwangen die Acapulco Sieger Boullianne/Clark, die Gewinner der Moskau Open Maia/Brenha, verloren danach gegen die Weltmeister von 1997 und siegten anschließend über Pimponi/Raffaelli und Heidger/Wong. Auch Volleyball- und Beachvolleyball-Olympiasieger Karch Kiraly und Partner Adam Johnson konnten die Eidgenossen nicht stoppen und mussten sich wie schon zwei Jahre zuvor mit dem fünften Rang zufriedengeben. Im Halbfinale gelang Martin und Paul Laciga die Revanche für die vorher erlittene Niederlage gegen Pará/Guilherme. Das letzte Spiel der Veranstaltung endete mit 15:9 für die Brasilianer, da die mächtigen Sprungaufschläge der Brüder, die vorher die Gegner zermürbt hatten, kaum Wirkung bei den Südamerikanern hinterließen.
Christoph und Markus Dieckmann verloren ihre beiden Hauptrundenspiele. Oliver Oetke und Andreas Scheuerpflug kämpften sich erfolgreich durch drei Qualifikationsrunden, siegten wie die Österreicher Nik Berger / Oliver Stamm einmal im Hauptfeld und belegten nach zwei Niederlagen gemeinsam mit ihnen und sechs weiteren Paaren den siebzehnten Rang. Weitere Teams aus den Alpenrebubliken schafften es nicht in den Hauptwettkampf. Bestes deutsches Duo waren als Dreizehnte Ahmann/Hager, die unter anderem die Sieger von Acapulco bezwangen.

### Klagenfurt Open (28. Juli bis 1. August)
| Platz | Team                              |
| ----- | --------------------------------- |
| 1     | José Loiola / Emanuel Rego        |
| 2     | Zé Marco de Melo / Ricardo Santos |
| 3     | Pará Ferreira / Guilherme Marques |
| 4     | Dain Blanton / Eric Fonoimoana    |
| 5     | Julien Prosser / Lee Zahner       |
| 5     | Robert Heidger / Kevin Wong       |
| 7     | Javier Bosma / Fabio Díez         |
| 7     | Jan Kvalheim / Bjørn Maaseide     |

Im Hochsommer am Wörthersee fühlten sich die Brasilianer anscheinend besonders wohl und konnten zum zweiten Mal in der Saison alle drei Stockerlplätze belegen. Es siegten die neuen Weltmeister vor Zé Marco / Ricardo und den entthronten Titelträgern, die Blanton / Fonoimoana auf den vierten Platz verwiesen.

Die Lacigas wurden Neunte und waren wieder einmal bestes Duo aus dem deutschen Sprachraum. Den geteilten siebzehnten Rang belegten neben weiteren vier Paaren Nik Berger / Oliver Stamm und Harald Dobeiner / Gernot Leitner beim Heimevent sowie Jörg Ahmann / Axel Hager und Oliver Oetke / Andreas Scheuerpflug aus dem Nachbarland.

### Espinho Open (4. bis 8. August)
| Platz | Team                              |
| ----- | --------------------------------- |
| 1     | José Loiola / Emanuel Rego        |
| 2     | Pará Ferreira / Guilherme Marques |
| 3     | Zé Marco de Melo / Ricardo Santos |
| 4     | Martín Conde / Eduardo Martínez   |
| 5     | Martin Laciga / Paul Laciga       |
| 5     | Dain Blanton / Eric Fonoimoana    |
| 7     | João Brenha / Miguel Maia         |
| 7     | Giovane Gávio / Tande Ramos       |

Auch im Heimatland ihrer Muttersprache sorgten die drei besten brasilianischen Teams dafür, dass keine andere Nation eine der Medaillen erhielt. Die Sieger blieben dieselben wie in Österreich, die Plätze dahinter wurden getauscht. Vierte wurden Conde und Martinez.

Die Schweizer Brüder erreichten den geteilten fünften Platz. Das einzige österreichische und die beiden deutschen Beachpaare blieben im Hauptfeld sieglos.

### Ostende Open (11. bis 15. August)
| Platz | Team                                   |
| ----- | -------------------------------------- |
| 1     | José Loiola / Emanuel Rego             |
| 2     | Zé Marco de Melo / Ricardo Santos      |
| 3     | Julien Prosser / Lee Zahner            |
| 4     | Dain Blanton / Eric Fonoimoana         |
| 5     | Pará Ferreira / Guilherme Marques      |
| 5     | Javier Bosma / Fabio Díez              |
| 7     | Robert Heidger / Kevin Wong            |
| 7     | Christoph Dieckmann / Markus Dieckmann |

Auch in der belgischen Hafenstadt waren die Weltmeister nicht zu schlagen. Das mussten auch Zé Marco und Ricardo anerkennen, die zum fünften Mal das letzte Spiel des Turniers bestritten. Im kleinen Finale waren die Australier stärker als die US-Amerikaner.

Zum ersten Mal in diesem Jahr gehörte mit den Dieckmann Zwillingen ein deutsches Duo zu den Top Acht. Vince und Hägar wurden Dreizehnte. Martin Laciga und Paul Laciga mussten mit dem siebzehnten Rang vorlieb nehmen. Aus Österreich überstand kein Beachpaar die Quali.

### Teneriffa Open (17. bis 22. August)
| Platz | Team                              |
| ----- | --------------------------------- |
| 1     | Zé Marco de Melo / Ricardo Santos |
| 2     | Pará Ferreira / Guilherme Marques |
| 3     | Giovane Gávio / Tande Ramos       |
| 4     | Martin Laciga / Paul Laciga       |
| 5     | Julien Prosser / Lee Zahner       |
| 5     | Adam Johnson / Karch Kiraly       |
| 7     | José Loiola / Emanuel Rego        |
| 7     | Carl Henkel / Sinjin Smith        |

Nach fünf Siegen in Folge wurden Loiola / Emanuel diesmal nur Siebte. Das änderte jedoch nichts an der Dominanz der Brasilianer, die auch auf der größten der Kanarischen Inseln alle drei Medaillen für sich beanspruchten. Zé Marco / Ricardo vor Pará / Guilherme und Giovane / Tande hieß die Reihenfolge. Ein weiteres Mal im Semifinale waren die Schweizer.
Christoph und Markus Dieckmann platzierten sich als Neunte knapp hinter den acht besten Teams. Ahmann / Hager waren als Siebzehnte noch vor Berger / Stamm, den einzigen Österreichern im Hauptfeld, die sieglos 25. wurden.

### Vitória Open (30. November bis 5. Dezember)
| Platz | Team                              |
| ----- | --------------------------------- |
| 1     | Zé Marco de Melo / Ricardo Santos |
| 2     | José Loiola / Emanuel Rego        |
| 3     | Roberto Lopes / Franco Neto       |
| 4     | João Brenha / Miguel Maia         |
| 5     | Martin Laciga / Paul Laciga       |
| 5     | Nik Berger / Oliver Stamm         |
| 7     | Martín Conde / Eduardo Martínez   |
| 7     | Márcio Araújo / Benjamin Insfran  |

Die letzte Veranstaltung des Jahres fand traditionell in Brasilien statt. In der Hauptstadt des Bundesstaats Espírito Santo buchten die Gastgeber ein weiteres Mal alle Podiumsplätze für sich. Die Weltmeister und Toursieger ließen dabei im Endspiel Zé Marco und Ricardo den Vortritt. Zum ersten Mal überhaupt in diesem Spieljahr standen Roberto Lopez und Franco Neto auf dem Treppchen. Die Verlierer im kleinen Finale waren Brenha und Maia.
Überraschendes tat sich dahinter. Nicht bei den Schweizern, der fünfte Rang war nach den Leistungen des Jahres erwartbar. Dass aber die Österreicher Berger / Stamm auch zu den Top Sechs gehörten, war nach den bisherigen Saisonergebnissen schon eine kleine Sensation. Und die neben den Argentiniern ebenfalls Siebten Márcio Araújo und Benjamin waren während des gesamten Jahres noch nicht positiv in Erscheinung getreten.

Wie auf Teneriffa wurden die Dieckmann Zwillinge Christoph und Markus als bestes deutsches Duo Neunte.

## Auszeichnungen
| FIVB Tour Champion | José Loiola / Emanuel Rego |